# Bowmore (Whiskybrennerei)
Bowmore (lokale Aussprache [ˌboʊ̯'mɔ:ɹ]; auch: ['boʊ̯mɔ:ɹ]) ist eine Whiskybrennerei auf der Insel Islay in Schottland. Die Brennerei befindet sich im Besitz des japanisch-amerikanischen Beam-Suntory-Konzerns.

## Geschichte

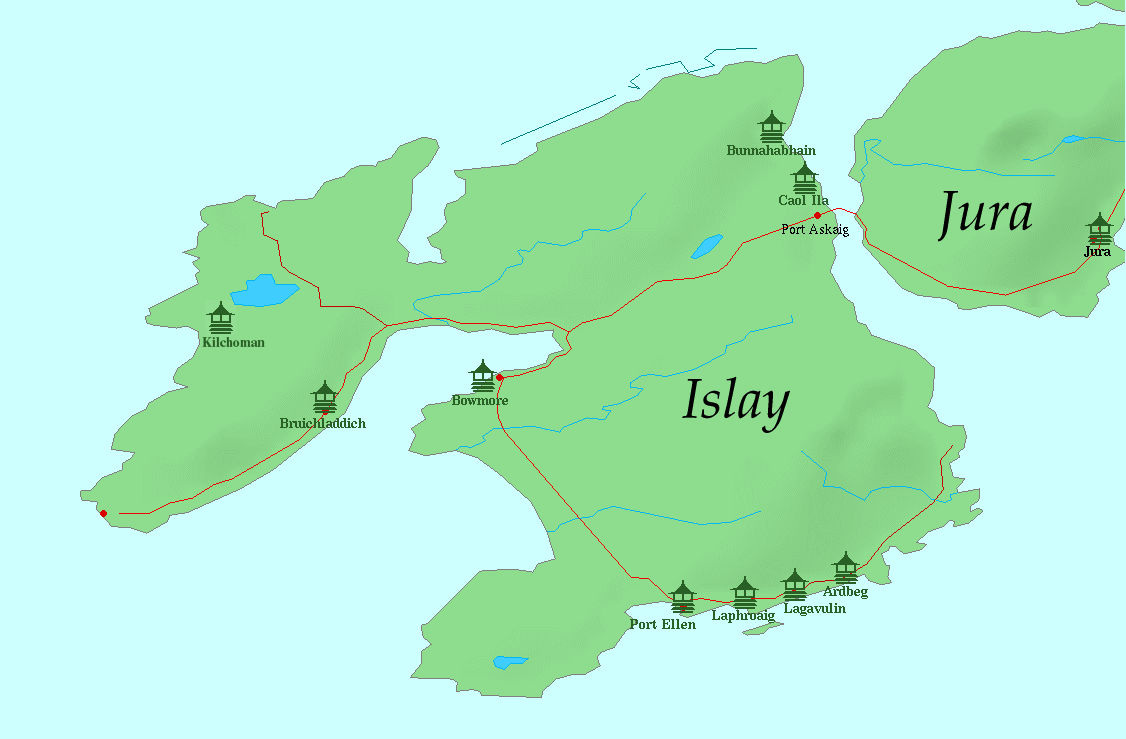
Islay

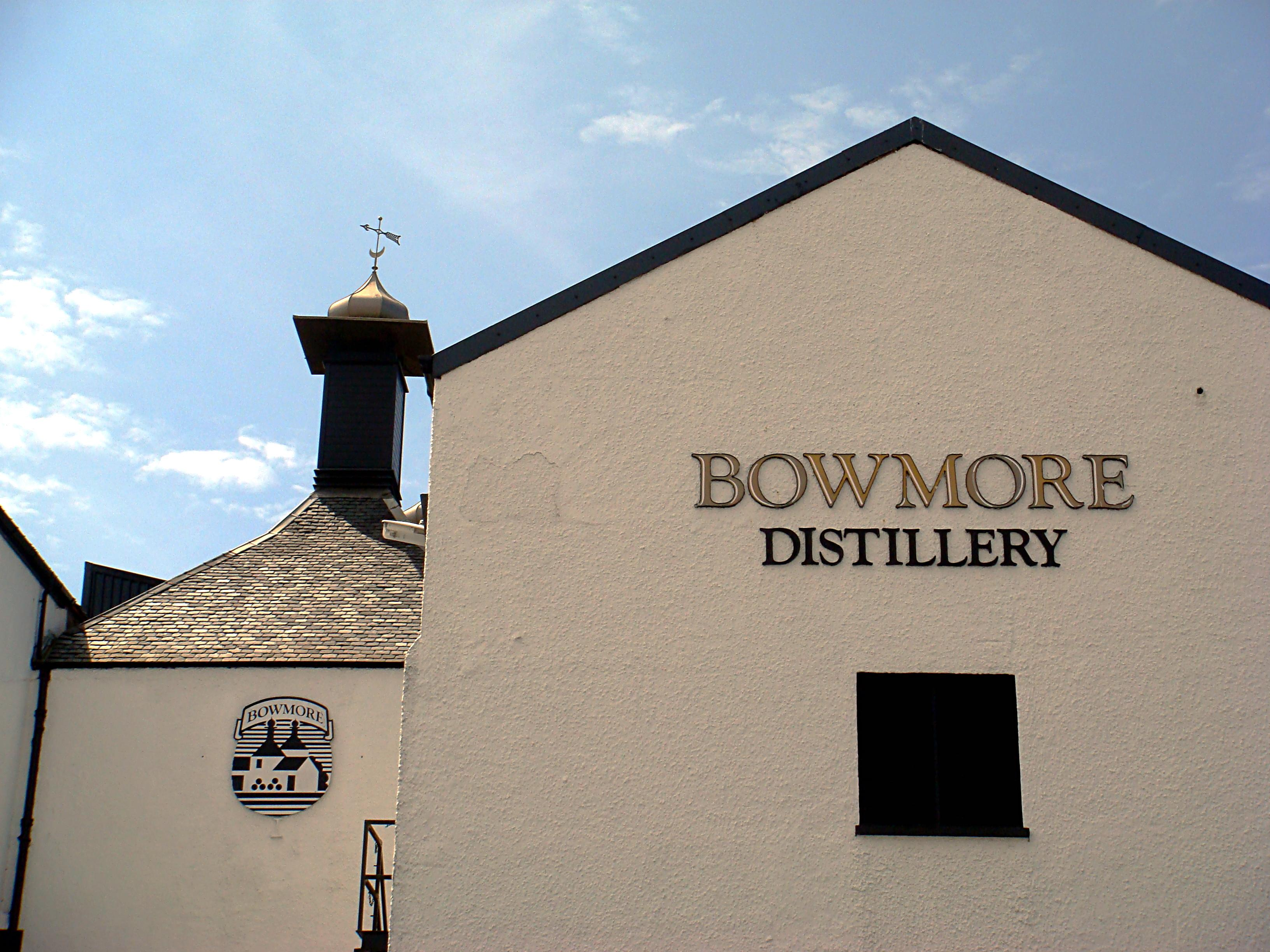
Gebäude der Bowmore-Brennerei

Mit der Gründung 1779 durch David Simson war die nach der Stadt Bowmore benannte Whiskybrennerei die erste legale Brennerei auf Islay und eine der ältesten Schottlands. Wie viele schottische Whiskybrennereien wechselte Bowmore im Laufe der Zeit mehrmals die Besitzer: Zunächst führten der Gründer, der Farmer und Händler David Simson, und später seine Familie das Unternehmen, bis 1837 William & James Mutter Eigentümer der Brennerei wurden. 1925 übernahm Joseph Robert Holmes die Anlagen. Die Destillerie wurde umbenannt in Bowmore Distillery Co und Eigentum der Sherriff’s Bowmore Distillery Ltd. Während des Zweiten Weltkrieges war die Brennerei geschlossen, die Gebäude dienten als Stützpunkt für Flugboote. 1950 ging der Besitz der Anlagen auf William Grigor & Sons Ltd. über. Diese Firma ging 1963 bankrott, woraufhin Bowmore von der Stanley P. Morrison Ltd. übernommen wurde, zu der auch Auchentoshan und Glen Garioch zeitweilig gehören. Ab dieser Zeit wurde das heutige Bowmore-Image geprägt.  Die Umbenennung in Morrison Bowmore erfolgte 1987. 1994 fand der bisher letzte Besitzerwechsel statt, seitdem gehört das Unternehmen zur japanischen Suntory-Gruppe. Besonderheiten der Brennerei sind die eigene Mälzerei sowie eine zum Schwimmbad umgebaute Lagerhalle, in der die in der Produktion entstehende Wärme zum Heizen genutzt wird. Bowmore verfügt über ein Besucherzentrum und kann besichtigt werden.

## Charakteristik
Die meisten Whiskys der Brennerei werden in spanischen Sherryfässern gelagert, was ihnen einen eigenen Geschmack verleiht. Weitere Faktoren sind das benutzte Wasser des Flusses Laggan, welches durch den umgebenden Torf eine eigene Note erhält, das mit ca. 25 ppm getorfte Gerstenmalz sowie die Lagerung in Lagerhäusern, die bei Flut teilweise 1,5 Meter im Salzwasser stehen. Neben der für Islay-Whiskys typischen Rauch- und Torfnote bieten die meisten Bowmores ein deutliches Sherryaroma verbunden mit einer angenehmen Trockenheit und einer maritim-salzigen Note. Bowmore-Whiskys werden mit Lebensmittelfarbe (E 150a) dunkler gefärbt; deren bitterer Eigengeschmack beeinträchtigt die Qualität der Whiskys aber kaum.

## Produkte

Bowmore-Produkte

Die Produktpalette an Brennereiabfüllungen zeigt, dass sich die Brennerei sehr stark auf den Single-Malt-Whisky-Markt konzentriert. Trotzdem wird der Whisky auch für Blends verwendet (Islay Legend, King Pride, Black Bottle, Clan Roy) oder fassweise weiterverkauft und von unabhängigen Abfüllern vertrieben.

### Legend (rund 8 Jahre)
Der Legend ist mit in etwa acht Jahren Reifezeit die jüngste Brennereiabfüllung Bowmores. Die Sherrynoten sind noch nicht so stark ausgeprägt wie bei älteren Abfüllungen.
Für den italienischen Markt gibt es Legend-Abfüllung mit der Altersangabe von 8 Jahren. Legend wurde längere Zeit nicht mehr hergestellt. Im Jahr 2008 wurde er mit neuem Flaschendesign wieder veröffentlicht.

### Surf (rund 8 Jahre)
Surf ist eine für den Duty-Free-Handel abgefüllte Version des Legend.

### Tempest (10 Jahre)
Wurde bisher in sechs Batches abgefüllt und verbrachte seine Reifezeit in First-Fill-Bourbonfässern. Der Alkoholgehalt beträgt 56 %vol.

### 12 Jahre

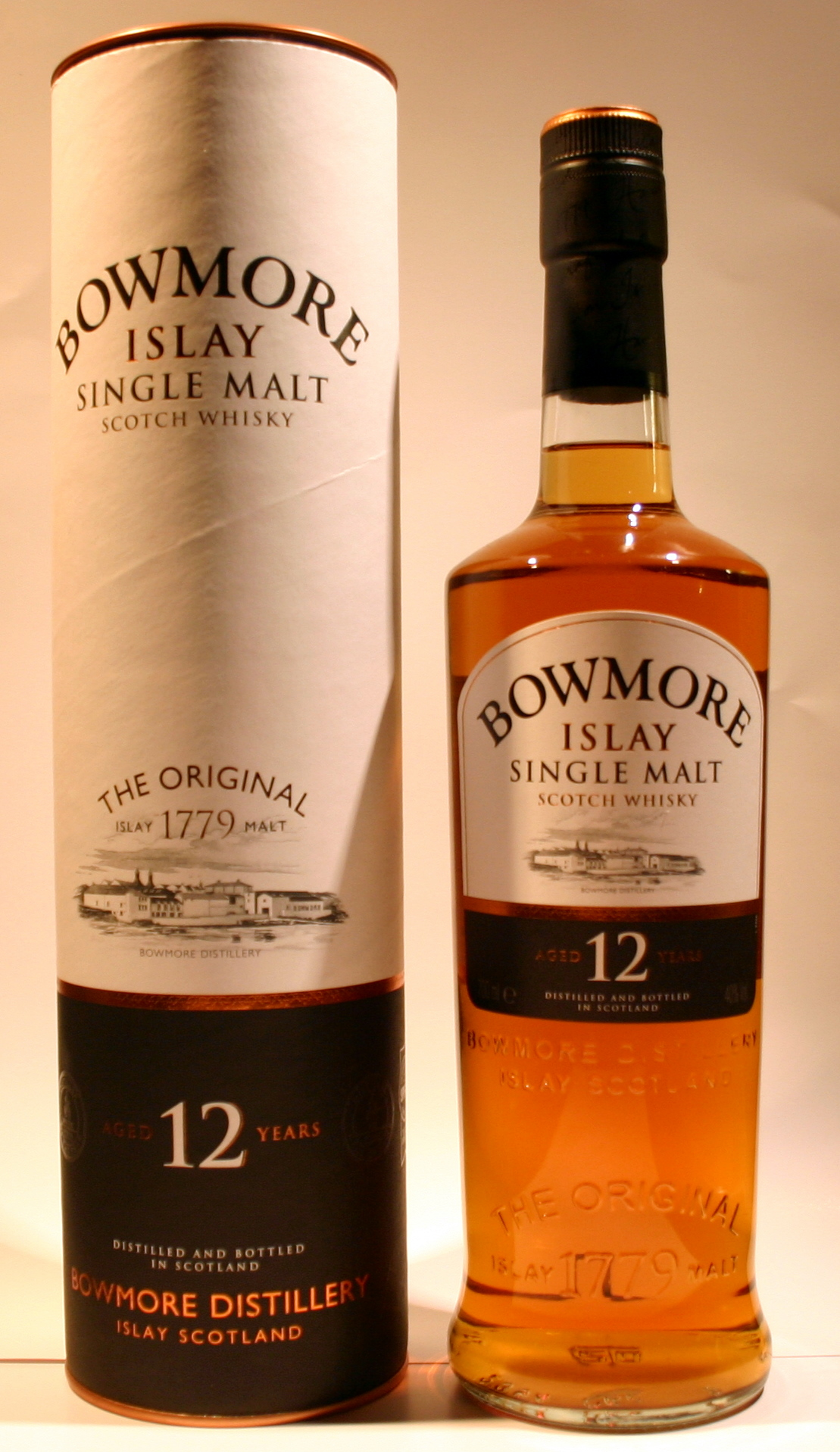
Bowmore 12 Jahre

Die jüngste Brennereiabfüllung mit Altersangabe und damit auch die verbreitetste der Brennerei.

### Enigma (12 Jahre)
Exklusiv für den Duty-free-Handel abgefüllte 12-jährige Variante mit höherem Anteil an Destillaten aus Sherryfässern.

### Cask Strength (rund 13 Jahre)
Cask-Strength(Fassstärke)-Abfüllungen werden im Gegensatz zu anderen Whisky-Abfüllungen nicht mit Quellwasser auf einen Alkoholgehalt um 40 % gesenkt, sondern nur schwach verdünnt verkauft. Die Bowmore-Cask-Abfüllung hat einen Alkoholgehalt von 56 %.

### Darkest (rund 15 Jahre)
Von der Brennerei als Nachfolger des Black Bowmore beworben, reicht er laut Kritik an dessen Qualität heran, lässt aber erahnen, in welche Richtung dieser berühmteste Whisky der Brennerei schlug. Abgefüllt wird er nach 12 Jahren in spanischen Eichenfässern und bis zu 3 Jahren Nachreifung in First-Fill-Oloroso-Sherryfässern.

### Claret (14,5 Jahre)
Ende der 1990er veredelte Bowmore 12-jährigen in Bourbonfässern gelagerten Whisky weitere 2,5 Jahre in Bordeaux-Fässern und füllte ihn in Fassstärke (56 %) ab. Die limitierte Auflage von 12.000 Flaschen war sehr erfolgreich und der Marktpreis vervielfachte sich in kurzer Zeit.

### Dusk (rund 14 Jahre)
Der in Serie gegangene Nachfolger des Claret wird mit nur 50 % statt 56 % abgefüllt und lagert 18 Monate bis 2 Jahre in Bordeauxfässern nach.

### Voyage (14,5 Jahre)
2000 versuchte Bowmore, den Claret-Erfolg mit Portwein zu wiederholen. Ebenfalls auf 12.000 Flaschen limitiert und mit 56 % abgefüllt lagert der Voyage in sogenannten ruby port pipes nach. Farbe: dunkles Kupfer, Mahagoni. Aroma: frische Zitrone, rauchig, Trockenfrüchte (Wein). Geschmack: ölig, pfeffrig, süß, dann kommt Frucht (schwarze Johannisbeeren, Pflaumen).

### Dawn (rund 14 Jahre)
Auch der Voyage bekam einen Seriennachfolger – der Dawn wird mit 51,5 % abgefüllt und seine Nachreifungszeit in Portweinfässern beträgt nur 18 bis 24 Monate.

### Mariner (15 Jahre)
Der 15-jährige Bowmore Mariner ist rauchiger als vergleichbare Whiskys der Brennerei. Er wird mit 43 % abgefüllt.

### Natural (16 Jahre)
Die jüngste Eigenabfüllung mit Jahresangabe lagerte in Bourbonfässern, wurde nicht kühlgefiltert und hat die Fassstärke von 51,8 %. Die erste Auflage aus dem Jahr 1989 war auf 36.000 Flaschen limitiert.

### 17 Jahre
Dieser Whisky bietet mit seiner zarteren Torfigkeit und seiner weichen, süßen Sherrynote einen Vorgeschmack auf die milde Komplexität der älteren Bowmore-Abfüllungen.

### Seadragon (30 Jahre)
Die älteste und damit auch teuerste Originalabfüllung der Bowmore-Brennerei. Durch den Anstieg der Whisky-Nachfrage in den letzten Jahren wurden auch die alten Jahrgänge immer seltener, wodurch der Preis erneut anzog.

### Black
Der Bowmore Black ist einer der Whiskys, die zu den größten Raritäten zählen, teilweise wird er auch als Jahrhundertwhisky bezeichnet. Seinen Namen bekam er durch seine außergewöhnlich dunkle Farbe, die er durch seine Lagerung in speziellen Fässern erhielt. Der Whisky mit rund 50 % Alkoholgehalt wurde 1964 gebrannt und 1993 (2000 Flaschen, 50 %), 1994 (ebenfalls 2000 Flaschen und 50 %) und 1995 (1812 Flaschen mit 49 %) abgefüllt.

### Arc-52
In Kooperation mit dem Automobilhersteller Aston Martin hat Bowmore im September 2022 den Arc-52 veröffentlicht. Er ist auf weltweit 100 Flaschen limitiert und für 52 Jahre in einem Sherryfass und einem Bourbonfass gereift. Der Alkoholgehalt beträgt 42,3 Volumenprozent.

## Auktionen
Im September 2007 erzielte bei einer Auktion in Glasgow eine 157 Jahre alte Flasche Bowmore Single Malt einen Preis von 29.400 Pfund (rund 42.000 Euro). 2018 erzielte eine Flasche Bowmore Black 21.000 Pfund.